# BADVILLAIN
Badvillain (tiếng Hàn: 배드빌런; Romaja: Baedeubilleon; thường viết cách điệu là BADVILLAIN) là nhóm nhạc nữ được thành lập bởi BPM Entertainment. Nhóm bao gồm 7 thành viên: Emma, Chloe Young, HU’E, INA, YunSeo, Vin, và Kelly. Nhóm chính thức ra mắt vào ngày 3 tháng 6 năm 2024 với đĩa đơn Overstep.

## Lịch sử

### 2021–2024: Trước khi ra mắt và thành lập
Một số thành viên đã hoạt động trong làng giải trí trước khi gia nhập vào nhóm. HU’E and YunSeo từng là thí sinh trong chuơng trình sống còn của MBC, My Teenage Girl. Emma đã được biết đến khi tham gia chuơng trình  Street Woman Fighter. Chloe Young từng là thành viên của nhóm nhảy 1Million.

### 2024: Ra mắt vớiOverstep
Vào tháng 4 năm 2024, BPM Entertainment đã tiết lộ rằng công ty sẽ ra mắt nhóm nhạc nữ đầu tiên bao gồm các thực tập sinh của riêng họ sau khi ra mắt Viviz vào 2 năm trước với các cựu thành viên của nhóm Gfriend. Vào tháng 5, họ đã bắt đầu đăng tải các đoạn giới thiệu, nhóm sẽ dự kiến ra mắt vào nửa đầu năm 2024. Two dance videos were released for songs "Hurricane" and "+82", revealing a lineup of seven members but not yet confirming their names.
Vào ngày 3 tháng 6, nhóm chính thức ra mắt với đĩa đơn Overstep, với "Badvillain", "+82" đã được giới thiệu trước đó và một bài hát chưa phát hành "Baditude".  MV cho bài hát chủ đề đã vượt hơn 10 triệu lượt xem sau 17 giờ phát hành, nhanh nhất đối với một nhóm nhạc nữ ra mắt năm 2024. "Badvillain" là một bài hát bass hip-hop. Bài hát muốn truyền tải thông điệp tiến tới một mục tiêu phản ánh mong muốn cá nhân hơn là ý kiến của người khác.  Trong bài đánh giá cho IZM, Kim Tae-hoon khen ngợi phần rap trong nửa đầu bài hát nhưng nói rằng "Khi đến phần đoạn sau ,bài hát đã mất đi sự cân bằng do những biến thể gần như quá đà". Kim nhận xét rằng nó thể hiện phong cách của Badvillain nhưng không nổi bật so với các bản phát hành khác theo phong cách girl crush. BPM sau đó xác nhận rằng "Hurricane" sẽ được phát hành trên mọi nền tảng, đầu tiên trên các nền tảng của Hàn Quốc vào ngày 24 tháng 6 sau đó là các nền tảng toàn cầu vào ngày 26 tháng 6. "Hurricane" là một bài hát trap hip-hop kết hợp với synthesizer và bass nặng..

## Thành viên
- Chú thích: In đậm là trưởng nhóm

| Nghệ danh   | Nghệ danh | Nghệ danh    | Tên khai sinh | Tên khai sinh | Tên khai sinh    | Tên khai sinh | Tên khai sinh    | Role                                   | Ngày sinh         | Nơi sinh                    | Quốc tịch         |
| Latinh      | Hangul    | Kana         | Latinh        | Hangul        | Kana             | Hanja         | Hán-Việt         | Vai trò                                | Ngày sinh         | Nơi sinh                    | Quốc tịch         |
| ----------- | --------- | ------------ | ------------- | ------------- | ---------------- | ------------- | ---------------- | -------------------------------------- | ----------------- | --------------------------- | ----------------- |
| Emma        | 엠마      | エマ         | Song Hyemin   | 송혜민        | ソン・ヘミン     | 宋憓旻        | Tống Huệ Mân     | Main Dancer, Sub Rapper                | 26 tháng 4, 2000  | Dobong-gu, Seoul, Hàn Quốc  | Hàn Quốc          |
| Chloe Young | 클로이 영 | クロエ・ヨン | Chloe Duong   | 클로이 두옹   | クロエ・ドゥオン | 楊克洛伊      | Duơng Khắc Lạc Y | Main Rapper, Lead Dancer,Sub Vocalist  | 31 tháng 10, 2001 | Canada                      | Hàn Quốc · Canada |
| HU'E        | 휴이      | ヒューイ     | Kim Inhye     | 김인혜        | キム・インへ     | 金仁惠        | Kim Nhân Huệ     | Main Vocalist, Rapper, Dancer          | 20 tháng 11, 2003 | Incheon, Hàn Quốc           | Hàn Quốc          |
| INA         | 이나      | イナ         | Jeong Ina     | 정이나        | ジョン・イナ     | 鄭伊娜        | Trịnh Y Na       | Lead Dancer, Lead Rapper, Sub Vocalist | 8 tháng 6, 2004   | Sydney, New South Wales, Úc | Úc                |
| YunSeo      | 윤서      | ユンソ       | Kim Yunseo    | 김윤서        | キム・ユンソ     | 金玧序        | Kim Ngân Tự      | Lead Rapper, Lead Vocalist, Dancer     | 3 tháng 7, 2004   | Nowon-gu, Seoul, Hàn Quốc   | Hàn Quốc          |
| Vin         | 빈        | ビン         | Choi Seobin   | 최서빈        | チェ・ソビン     | 崔瑞彬        | Thôi Thụy Bân    | Main Vocalist, Dancer                  | 27 tháng 11, 2004 | Yongin, Gyeonggi, Hàn Quốc  | Hàn Quốc          |
| Kelly       | 켈리      | ケリー       | Ha Seoyeon    | 하서연        | ハ・ソヨン       | 河瑞妍        | Hà Thụy Nghiên   | Lead Dancer, Maknea                    | 16 tháng 6, 2006  | Hàn Quốc                    | Hàn Quốc          |

## Danh sách đĩa nhạc

### Album đĩa đơn
| Tên      | Thông tin                                                                                   | Thứ hạng cao nhất | Doanh số     |
| Tên      | Thông tin                                                                                   | KOR               | Doanh số     |
| -------- | ------------------------------------------------------------------------------------------- | ----------------- | ------------ |
| Overstep | - Ngày phát hành: June 3, 2024 - Hãng đĩa: BPM - Định dạng: CD, digital download, streaming | 38                | - KOR: 5,367 |

### Đĩa đơn
| Tên          | Năm  | Thứ hạng cao nhất | Album                         |
| Tên          | Năm  | KOR Down.         | Album                         |
| ------------ | ---- | ----------------- | ----------------------------- |
| "Badvillain" | 2024 | 41                | Overstep                      |
| "Hurricane"  | 2024 | 104               | Đĩa đơn không nằm trong album |

### Các bài hát xếp hạng khác
| Tên                         | Năm  | Thứ hạng cao nhất | Album    |
| Tên                         | Năm  | KOR Down.         | Album    |
| --------------------------- | ---- | ----------------- | -------- |
| "Yah-Ho (Badtitude)" (야호) | 2024 | 160               | Overstep |
| "+82"                       | 2024 | 157               | Overstep |

## Danh sách video

### Video âm nhạc
| Tên               | Năm  | Đạo diễn   | Ref.   |
| ----------------- | ---- | ---------- | ------ |
| "Badvillain"      | 2024 | Không biết | [ 15 ] |
| "야호(BADTITUDE)" | 2024 | Không biết | [ 16 ] |

### Các video khác
| Tên                           | Năm  | Đạo diễn | Ref.   |
| ----------------------------- | ---- | -------- | ------ |
| "Hurricane" Performance Video | 2024 | Unveil   | [ 17 ] |
| "+82" Performance Video       | 2024 | Unveil   | [ 18 ] |